# Tasaral Aral
Tasaral Aral är en ö i Kazakstan.   Den ligger i oblystet Qaraghandy, i den centrala delen av landet, 600 km söder om huvudstaden Astana.